# Нова американска история
Нова американска история (на английски: ATL) е американска трагикомедия от 2006 г. на режисьора Крис Робинсън, по сценарий на Тина Гордън Чисъм и по сюжета на Антуон Фишър. Във филма участват Ти Ай, Лорън Лондон, Евън Рос, Джаки Лонг, Биг Бой, Микелти Уилямсън, Кийт Дейвид и Джейсън Уийвър. Филмът е пуснат на 31 март 2006 г.

## Актьорски състав
| Актьор           | Роля             |
| ---------------- | ---------------- |
| Ти Ай            | Рашад Суан       |
| Евън Рос         | Антън Суан       |
| Лорън Лондон     | Ерин Гарнет      |
| Джаки Лонг       | Бенджамин Гордън |
| Албърт Даниелс   | Бруклин Бриджис  |
| Джейсън Уийвър   | Теди             |
| Биг Бой          | Маркъс           |
| Кийт Дейвид      | Джон Гарнет      |
| Микелти Уилямсън | Чичо Джордж      |